# Пржемысл II Опавский
Пржемысл II Опавский (чеш. Přemysl II Opavský, пол. Przemek II Opawski, между 1423 и 1425 — 16 июня 1478) — князь Опавский (1433—1464).

## Биография
Пржемысл был самым младшим из сыновей опавского князя Пржемысла I от третьего брака с Еленой Котроманич, дочерью боснийского бана Твртко I Котроманича. Принадлежал к побочной линии чешской королевской династии Пржемысловичей. Так как у него было четыре законных старших брата, то его с детства стали готовить к духовной карьере. Поэтому он не получил доли в Опавском княжестве, когда около 1435 года сыновья Пржемысла I, вопреки его завещанию, решили разделить княжество. Как и братья, он считался князям опавским, но только формально: сначала фактическим правителем княжества был Вацлав II Опавский, а после его смерти между 1445 и 1449 годами — Вильгельм. 
В 1446 году Пржемысл стал членом капитула кафедрального собора Вроцлава. Затем он изучал теологию в университетах Кракова и Вены, где учился настолько усердно, что оказался в состоянии написать астрологический трактат «Practice verissima domini ducis Przsenikonis data per dominum Petrum presbiterumde Oppavia Ludwico ad faciendam veram et perfectum lunam». В 1455 году он вернулся во Вроцлав.
Ставший к тому времени главой рода его старший родной брат Эрнест оказался мотом, постоянно был в долгах. В 1456 году он продал принадлежавшие его племянникам две трети Опавского княжества дальнему родственнику, князю опольскому Болеславу V, за 28 тысяч дукатов. 
В 1464 году Пржемысл вступил в спор со своим племянником Яном III Благочестивым о владении городом Фульнек. В том же году король Чехии Иржи из Подебрад выкупил у Яна III Благочестивого право на одну треть Опавского княжества. Так ранее Иржи выкупил у наследника Болеслава V, князя Николая I Опольского, принадлежащие ему две трети, он смог получить полный контроль над Опавским княжеством и вступить во владение им. Пржемысл II был вынужден отказаться от формальных претензий на княжество, хотя именовал себя князем Опавским до конца жизни.
В 1465 году Пржемысл занял видные посты в духовной иерархии Вроцлава, а в 1467 году был одним из основных кандидатов на место вроцлавского епископа, однако скудость собственных финансов сделали невозможной организовать агитацию в пользу своей кандидатуры, и место епископа занял другой кандидат.
Пржемысл был известным ученым в области теологии, астрологии и алхимии. Он умер в 1478 году неженатым и был похоронен в Соборе Святого Креста во Вроцлаве. Его могила сохранилась до наших дней.